# كييا ناكامي
كييا ناكامي (باليابانية: 中美 慶哉) (23 سبتمبر 1991 في أوتسونوميا في اليابان – )؛ هو لاعب كرة قدم ياباني سابق كان يلعب كلاعب وسط.

## وصلات خارجية
- كييا ناكامي على موقع رابطة كرة القدم اليابانية للمحترفين (اليابانية)
- كييا ناكامي على موقع قاعدة بيانات كرة القدم.إي يو (الإنجليزية)
- كييا ناكامي على موقع Soccerway.com (الإنجليزية)
- كييا ناكامي على موقع عالم كرة القدم.نت (الإنجليزية)